# Боллинже, Жак Жозеф
Жак Жозеф Боллинже (фр. Jacques Joseph Bollinger, настоящее имя Joseph Jacob Bollinger; 1803—1884) — французский предприниматель, основатель французской компании по производству вин Champagne Bollinger.

## Биография
Родился 5 октября 1803 года в Эльвангене, герцогство Вюртемберг, в семье Joseph Bollinger и его жены Johana Népomucène Bauer de Breitenfeld.

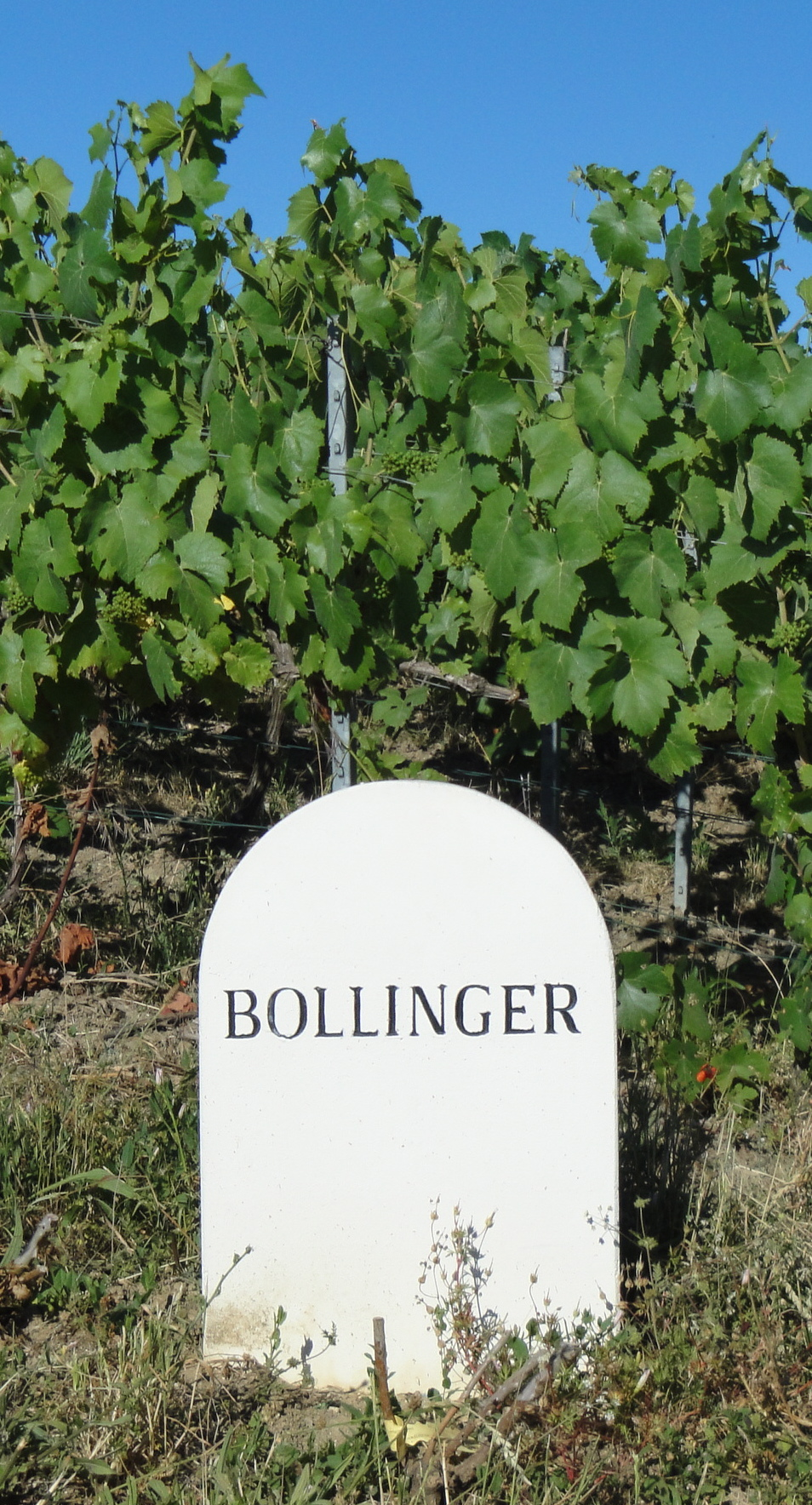
Виноградники в городе Аи

Покинув Германию, уехал в 1822 году в регион Шампань обучаться производству и торговле шампанскими винами. Некоторое время работал в Торговом доме Мюллера-Рюинара (Muller-Ruinart). В 1829 году совместно с Атанасом де Виллермонтом и Paul Renaudin основал Торговый дом шампанских вин Bollinger.
В 1837 году он женился на Шарлотте де Виллермонт, дочери Атанаса. В 1846 году стал гражданином Франции. В браке с Шарлоттой де Виллермонт родились четверо детей — Мари, Генриетта, Жозеф и Жорж.
Жак Жозеф Боллинже умер в 1884 году в городе Аи департамента Марна. Его дело продолжили дети и внуки.